# Andrea Brose
Andrea Brose (* 1967 in Potsdam) ist eine deutsche Schauspielerin.

## Leben
Bereits als Jugendliche hatte Andrea Brose erste Auftritte im Theater und im Fernsehen. Am Hans Otto Theater tanzte sie 1977 im Elfenballett in Otto Nicolais Oper Die lustigen Weiber von Windsor, Ende der 1970er-Jahre war sie in zwei Fernsehfilmen zu sehen. Von 1986 bis 1990 studierte Brose an der heutigen Filmuniversität Babelsberg. 1989 spielte sie in dem Kurzfilm Zug in die Ferne des Regisseurs Andreas Dresen mit. In späteren Jahren absolvierte sie Lehrgänge für das Improvisationstheater und besuchte die Sprecherschule des Schauspielers Christian Rode.
Brose spielte in Berlin an den Theatern Strahl und Rote Grütze, in Potsdam neben dem Hans Otto Theater auf dem Theaterschiff. Dem Theater Havarie, dessen Mitbegründerin sie war, gehörte Brose von 1992 bis 1994 an. Seit 1999 ist sie Ensemblemitglied des Theaters Poetenpack, an dem sie unter anderem seit 2002 in dem Stück Offene Zweierbeziehung von Dario Fo und Franca Rame immer wieder auf der Bühne steht.
Seit 1990 arbeitet Brose auch wieder vor der Kamera, unter anderem war sie in dem 1999 für den Deutschen Fernsehpreis nominierten Fernsehfilm Die Beischlafdiebin zu sehen.
Andrea Brose lebt in Potsdam.

## Filmografie
- 1978: Ein Mädchen aus Schnee
- 1979: Nicki
- 1990: Polizeiruf 110 – Falscher Jasmin
- 1990: Der Staatsanwalt hat das Wort – Küsse und Schläge
- 1994: Polizeiruf 110 – Opfergang
- 1996: Cuba Libre
- 1997–1998: Der Fahnder (2 Folgen)
- 1998: 36 Stunden Angst
- 1998: Die Beischlafdiebin
- 1999: Nachtgestalten
- 1999: Rosa Roth – Die Retterin
- 1999: Die Wache – Durchgeknallt
- 2000: Wenn man sich traut
- 2005: Willenbrock
- 2018: Tatort – Borowski und das Land zwischen den Meeren
- 2019: Ella Schön: Die nackte Wahrheit